# 元首级星舰
元首级（Sovereign class），是科幻系列《星际迷航》（Star Trek）中,隶属于星际联邦星际舰队的一个星舰级别。是《星际迷航》第八、九、十部正典电影《第一类接触》、《起义》和《复仇女神》中的主角舰联邦星舰进取号 (NCC-1701-E)的舰级。

## 设计与能力
一份设计者蓝图显示这艘进取号在《星际旅行X：复仇女神》中换上了《星际旅行IX：起义》里没有的新式光炮能源库与鱼雷发射器。在该图还可以看到舰体的曲速引擎舱被轻微地向前移动了一点。
由《星际旅行》的技术顾问迈克尔·奥田撰写的《星际旅行：星舰图集》（Star Trek: Ships of the Line）中写道，进取号-E的最大速度是曲速9.985级。不过，这个能力还没有在目前（2025年）的官方电影中出现。在电影中出现的最快速度是《星际旅行X：复仇女神》里面的曲速8级。
进取号-E还可以用舰桥上的“手摇驾驶杆”控制。它出现在《星际旅行IX：起义》里，由威廉·赖克中校操作。

## 进取号-E
联邦星舰进取号E ()，船籍編號NCC-1701-E，是星际舰队中第6艘以“进取号”（又译“企业号）（Enterprise）由让-吕克·皮卡尔上校指挥。是《星际迷航》第八、九、十部正典电影《第一类接触》、《起义》和《复仇女神》的主角舰。
在电影《星艦奇航記VIII：戰鬥巡航》中，进取号参与了抵抗博格人第二次入侵的001星区战役，随后进行了时间倒流的旅行，以阻止博格人破坏泽弗拉姆·科克伦与瓦肯人第一次接觸的企图。博格入侵了进取号并几乎同化了整艘星舰，直到最后皮卡尔舰长与Data重新夺回了它。在《星际旅行IX：起义》，船员们阻止了索纳人的一起将巴库人强制迁出其母星的行动。在《星际旅行X：复仇女神》中，进取号在阻止辛宗用大规模杀伤性武器摧毁地球的同时受到重创。最后进取号-E回到太空港以进行全面的修复。

## 元首级星舰列表
下面包括主要的元首级星舰：
| 星舰名称                    | 舷号       | 描述                                                                                        |
| --------------------------- | ---------- | ------------------------------------------------------------------------------------------- |
| 进取号-E (USS Enterprise-E) | NCC-1701-E | 电影《第一类接触》、《起义》和《复仇女神》的主角舰。                                        |
| 元首号 (USS Sovereign）     | NX-73811   | 探险舰，出现在游戏《星际迷航：舰桥指挥官》(Star Trek Bridge Commander)中。                  |
| 哨兵号 (USS Sentinel)       | NCC-17331  | 出现在游戏《星际迷航：舰桥指挥官》(Star Trek Bridge Commander)和《Star Trek: Invasion》中。 |
| 瑞鶴號 (USS Zuikaku)        | NCC-93522  | 探險艦，出現在遊戲《星際爭霸戰：艦橋指揮官》(Star Trek Bridge Commander)中。                |